# ألونسو لوبو
ألونسو لوبو (بالإسبانية: Alonso Lobo) هو ملحن إسباني، ولد في 25 فبراير 1555 في أشونة في إسبانيا، وتوفي في 5 أبريل 1617 في إشبيلية في إسبانيا.

## وصلات خارجية
- ألونسو لوبو على موقع ميوزك برينز (الإنجليزية)
- ألونسو لوبو على موقع أول ميوزيك (الإنجليزية)
- ألونسو لوبو على موقع ديسكوغز (الإنجليزية)